# Academia de Belas Artes de Lyme
A Lyme Academy of Fine Arts é uma escola de arte em Old Lyme, Connecticut.

## História
A Lyme Academy foi fundada em 1976 por Elisabeth Gordon Chandler como uma academia figurativa para o ensino de escultura, desenho de figuras, ilustração e pintura dedicada às belas artes. A escola oferecia um diploma Bacharel em Belas Artes nas disciplinas de pintura, escultura, ilustração e desenho, bem como programas de pós-bacharelado e certificados de três anos.

### 1992-2019
Os graus de BFA foram concedidos pela primeira vez em 1992 e, entre 2014 e 2019, a academia foi afiliada à Universidade de New Haven. Com esse acordo, Lyme manteve a propriedade do campus e seu próprio Conselho de Administração; New Haven adquiriu os programas de graduação acadêmica. O plano de negócios subjacente a essa cooperação era que 200 alunos se matriculassem na academia, uma meta que nunca foi alcançada; de acordo com Michael Thomas Duffy, presidente do conselho da academia em 2021, a academia matriculou cerca de 120 alunos no máximo. Em 2019, “a Universidade de New Haven descontinuou as ofertas acadêmicas de concessão de diplomas”. O presidente de New Haven, Steven H. Kaplan, disse que na época a afiliação com a Lyme Academy acrescentaria um diploma de belas artes à universidade, mas a academia teve dificuldades para aumentar os números de matrículas (com 139 alunos no outono de 2017 e 122 em agosto de 2018).

### Desde 2019
Depois de alguns anos difíceis, a academia contratou novos funcionários e um novo diretor artístico, Jordan Sokol, e viu cerca de 120 alunos se matricularem para o semestre de verão de 2021. Na época, tinha um orçamento de US$ 1,657 milhão. O conselho planejou retornar aos objetivos anteriores da academia e adotou um manifesto para sua reinicialização, incluindo "aderir à filosofia de Chandler, que acreditava que os artistas precisavam aprender os fundamentos da arte figurativa... em turmas pequenas com uma alta proporção de professores para alunos". Eles esperavam matricular 10 alunos em período integral no outono de 2021 e possivelmente 15 na primavera de 2022. A mensalidade para alunos regulares em período integral foi fixada em US$ 9.600 por ano. Além disso, a academia planejou oferecer talvez duas dúzias de workshops anualmente, bem como quatro aulas semanais de meio período.